# Cryptosporidium parvum
Cryptosporidium parvum là một loài ký sinh đơn bào gây ra hội chứng cryptosporidiosis, một bệnh ký sinh tại ống ruột ở động vật hữu nhũ.
Triệu chứng chính khi nhiễm C. parvum cấp tính là chảy nước, tiêu chảy không ra máu. Lây nhiễm C. parvum là mối quan tâm đặc biệt ở những bệnh nhân suy giảm miễn dịch, nơi tiêu chảy có thể đạt 10-15L mỗi ngày. Các triệu chứng khác có thể bao gồm chán ăn, buồn nôn/nôn và đau bụng. Vị trí ngoài đường ruột bao gồm phổi, gan và túi mật, tại đây chúng gây ra chứng hô hấp cryptosporidiosis, viêm gan và viêm túi mật.
Nhiễm trùng do nuốt phải kén hợp tử hình thành bào tử lây truyền qua đường phân-miệng. Trong vật chủ khỏe mạnh, liều nhiễm trung bình là 132 kén hợp tử. Chu kỳ sống của C. parvum nói chung được chia sẻ bởi các thành viên khác cùng chi.
Nhiễm trùng thường tự giới hạn ở những người có hệ miễn dịch. Ở những bệnh nhân suy giảm miễn dịch, chẳng hạn như những người bị AIDS hoặc những liệu pháp ức chế miễn dịch trải qua, nhiễm trùng có thể không tự giới hạn, dẫn đến mất nước, và trong trường hợp nặng sẽ tử vong.